# Lista de bonecos da série Barbie
Esta é uma lista de bonecos relacionados a marca Barbie da Mattel. A franquia teve início apenas com a boneca Barbie em 1959, porém ao longo das décadas foi se expandindo apresentando bonecos de amigos e familiares da boneca.

## Família da Barbie
- Barbie (1959-presente) - A principal e mais vendida boneca da franquia e da Mattel, sendo uma jovem adulta que realiza vários empregos e atividades a cada coleção. Ela é uma boneca loira de olhos azuis nascida na fictícia cidade americana Willows em Wisconsin.[1] Seu nome completo é Barbara Millicent Roberts.
- Skipper (1964–2003, 2009–presente) - A irmã mais nova da Barbie. Por muitos anos ela foi considerada a única irmã da boneca e já atuou como coadjuvante nos quadrinhos dos anos 90. Antigamente a boneca costumava ser loira e se assemelhava bastante com uma versão menor da Barbie, porém em anos recentes passou a ter cabelos escuros (provavelmente tingidos). Nas animações ela é mostrada como uma adolescente obcecada por celular e tecnologia.
- Stacie (1990–presente) - A irmã mais nova de Barbie e Skipper. Foi introduzida aos poucos na franquia e logo ganhou bastante destaque e assim como Skipper originalmente também parecia uma versão menor da Barbie. Nas animações teve sua primeira aparição no filme O Castelo de Diamente, nas atuais ela é mostrada como uma pré-adolescente esportista e está sendo do lado de Skipper. Seu nome verdadeiro é Anastasia Roberts.
- Chelsea (1995–presente) - A irmã mais nova de Barbie, Skipper e Stacie. Foi originalmente introduzida como Kelly (e costumava ser um bebê nos primeiros anos) e depois rebatizada como Chelsea em 2010. A boneca se tornou muito popular entre as criancinhas menores e por um tempo chegou a vender bem mais que as outras, com exceção da Barbie. Por conta de sua popularidade a boneca já foi protagonista até mesmo de um desenho animado chamado Barbie: Dreamtopia. Nas animações ela é mostrada como uma criancinha que se mostra ser muito esperta pra idade.
- George (1960–presente) - O pai das meninas. Embora nunca comercializado em forma de boneco, foi originalmente apenas um personagem de um livro.[2] Sua primeira aparição física foi no desenho Barbie Dreamhouse Adventures.
- Margaret (1960–presente) - A mãe das meninas. Embora nunca comercializada em forma de boneca, foi originalmente apenas uma personagem de um livro.[2] Sua primeira aparição física foi no desenho Barbie Dreamhouse Adventures.

## Amigos da Barbie
- Ken (1961–1967, 1969–presente) - O namorado de longa data da Barbie e o segundo personagem criado na linha. Foi um dos bonecos que mais mudaram ao longo dos anos. Nas animações Ken apareceu primeiramente no especial de TV Barbie, a estrela do Rock como um dos membros da banda da Barbie. Na série de filmes, embora tendo aparecido vários pretendentes para as personagens princesas da Barbie nos primeiros filmes que muitos acreditam que possam ser ele, pode-se dizer que Ken apareceu primeiramente em Moda e Magia de 2010, e atualmente é visto como um personagem regular nos desenhos animados.
- Midge (1963–1966, 1988–2004, 2013-2015) - A considerada primeira amiga da Barbie e a terceira boneca criada na linha. Originalmente era chamada de Viky no merchandising brasileiro. Originalmente tinha um namorado chamado Allan com o qual se casou com o tempo resultando até numa boneca dela grávida com um bebê. A boneca foi descontinuada, porém retornou em 2013 na linha do desenho Barbie: Life in the Dreamhouse com a história de seu passado alterada e sem namorado.
- Christie (1968–2005, 2015) - A primeira amiga (e boneca) afro-descendente da Barbie. Assim como Midge a boneca foi vendida por muitos anos até em 2006 ser substituída pela Nikki como amiga afro-descendente da Barbie. A única aparição da boneca em animação (e também a última venda) foi no filme Barbie e Suas Irmãs em Uma Aventura de Cachorrinhos onde aparece como uma velha amiga de infância da Barbie de Wisconsin.[3][4]
- Teresa (1988–presente) - A atual melhor amiga da Barbie. Uma boneca de origem latina (provavelmente mexicana). Nas animações teve sua primeira aparição no filme O Castelo de Diamante, embora já tenha servido de inspiração pra outras personagens nos filmes de fada, princesa e sereia. Atualmente aparece como a principal coadjuvante da Barbie normalmente junta de Nikki. Ela tem uma personalidade bem diferente a cada animação.
- Summer (2004–2015) - Uma amiga de origem australiana que se originou como parte de uma coleção chamada California Girl (Cali Girl). Nas animações apareceu apenas em Barbie: Life in the Dreamhouse sendo introduzida no meio da série assim como Midge.
- Nikki (2006–presente) - Assim como Teresa é uma das atuais melhores amigas da Barbie. A princípio foi criada como irmã mais a nova de Christie da mesma idade de Skipper, porém com o tempo a boneca foi redesenhada com parentesco separado e colocada no lugar de Christie. Nas animações mais recentes ela quase sempre acompanha Barbie juntamente de Teresa.
- Raquelle (2007–2015) - Uma boneca que costumava ter o mesmo design de Summer, mas que posteriormente foi redesenhada em 2011 com um visual asiático na coleção Barbie Fashionistas. Nas animações ela normalmente aparece como antagonista sendo rival da Barbie, sua primeira aparição sendo no filme O Diário da Barbie sendo loira, e as últimas nos filmes Moda e Magia, o Segredo das Fadas e a websérie Life in the Dreamhouse todas com o cabelo escuro.
- Grace (2009–2015) - Foi uma boneca criada para a franquia So In Style (S.I.S) como uma amiga da Barbie. Ela é afro-descendente assim como Christie e Nikki. Nas animações apareceu primeiramente no filme Moda e Magia (precedendo o papel de Nikki como a amiga negra da Barbie) e por último em Life in the Dreamhouse aparecendo somente no episódio "Empório Empírico de Malibu".
- Ryan (2012-2015) - O irmão gêmeo de Raquelle. Teve maior destaque na linha de Barbie: Life in the Dreamhouse. Na animação é apaixonado pela Barbie a age como um rival para o Ken fazendo o mesmo papel de Raquelle para Barbie.
- Renee (2016-presente) - Melhor amiga asiática da Barbie. Ela substituiu Raquelle na franquia. Em animação ela aparece pela primeira vez no filme Barbie e as Agentes Secretas (substituindo o papel de Nikki) e mais recentemente como personagem regular em Dreamhouse Adventures.
- Daisy (2018-presente) - Amiga recente da Barbie que é DJ e gosta de tecnologia assim como Skipper. É um pouco mais cheinha que as outras bonecas e tem os cabelos rosados. Aparece como uma personagem regular em Dreamhouse Adventures.

## Outros
- Taffy (?-presente) - A cachorrinha de estimação da Barbie. Anteriormente costumava ser uma cadela adulta e que já teve até filhotes algumas vezes. Desde 2015 com o filme Aventura dos Cachorrinhos ela aparece como uma filhote além de ter 3 irmãos que pertencem as outras irmãs da Barbie.
- Otto/Notto (2016-2018) - O melhor amigo menino da Chelsea. Tem destaque na animação Barbie: Dreamtopia onde aparece como um príncipe na imaginação de Chelsea.
- Família Reardon (2018-presente) - Os vizinhos arrogantes da família Roberts. Eles são compostos pela mãe Poppy, o marido Whittaker, e o filho Trey que tem que mesma idade da Barbie. Os personagens nunca foram comercializados em forma de bonecos.